# 封父之繁弱
封父之繁弱，是一张封父国的大弓。
周初大封建的时候，鲁公伯禽分到了大路、大旂、夏氏之璜、封父之繁弱等宝物。这些宝物成为鲁国的国宝，世代由鲁国国君掌管。
前502年冬季，阳虎作乱失败，他进入公宫，拿走了夏后氏之璜和封父之繁弱，逃亡到五父之衢。
前501年夏季，阳虎将夏后氏之璜和封父之繁弱送回鲁国。